# Louis Marteau
Pour les articles homonymes, voir Marteau.
Louis Marteau est un homme politique français né le 31 janvier 1875 à Courgenay (Yonne) et mort abattu le 10 septembre 1944 à Courgenay. Il est député de l'Yonne de 1928 à 1932.

## Biographie
Fils de cultivateur, il est lui-même agriculteur, s'installant et exploitant la ferme de la Singerie. Il est élu maire de Courgenay puis  conseiller général de l'Yonne. Il se présente à la députation dans la circonscription de Sens lors des élections législatives de 1928. Il est élu au second tour, battant de peu le député sortant Georges Boully (6 961 voix contre 6 645). 
Inscrit au groupe des Républicains de gauche, il est membre de la commission de l'Agriculture. Il aura une activité importante à l'assemblée, assez important.
Lors des élections législatives de 1932, il est battu au second tour par Georges Boully (7 016 voix contre 6 087). 
Il est abattu, à 69 ans, dans la cour de sa ferme familiale de la Singerie par un groupe de jeunes gens le 10 septembre 1944.